# Szerelem a végzeten
A Szerelem a végzeten (eredeti címe: Serendipity) 2001-ben bemutatott amerikai romantikus filmvígjáték, amelyet Peter Chelsom rendezett. A főbb szerepekben John Cusack és Kate Beckinsale. 2001. szeptember 23-án mutatták be a Torontói Nemzetközi Filmfesztiválon. 2001. október 5-től vetítették az Egyesült Államokban, Magyarországon 2002. március 7-től volt megtekinthető a mozikban. A produkciót két Szaturnusz-díjra jelölték.

## Cselekmény
Jonathan egy karácsonyi bevásárlás során találkozik Sarával, mikor mindketten ugyanazt a kesztyűt szemelik ki. Sara elárulja a férfinak, hogy hisz a sors apró jeleinek, és ezáltal vezeti az életét. Mikor másodszor is találkoznak, Jonathan el akarja kérni Sara telefonszámát, de a papírt kifújja a szél a kezéből. Sara ezt egy nem jelnek veszi, ezért egy újabb kísérletet tesznek. Mindketten külön liftbe szállnak, és ha ugyanarra az emeletre érkeznek, akkor együtt kell lenniük. Jonathan liftje azonban késik, mikor egy gyermek is beszáll és megnyomkodja a gombokat.
A meghiúsult kísérlet után évek telnek el. Jonathan és Sara is jegyességben állnak a párjaikkal, amikor Jonathan megtalálja a kesztyűjét, és elhatározza, hogy megkeresi Sarát. Ezalatt Sara is úgy dönt, hogy megkeresi Jonathant. Barátnőjével ugyanabban az étteremben esznek, ahol korábban a férfival. Mikor Sara barátnője, Eve meg akarja győzni Sarát, hogy adják fel a keresést, a visszajáróban azt az ötdollárost találják meg, amin Jonathan próbálta odaadni Sarának a telefonszámát. Eközben Jonathan úgy érzi, hogy az ég azt üzeni neki, hogy feleségül kellene vennie a menyasszonyát, Halleyt. 
Sara belebotlik Halleybe, aki a ruhapróbájára tart. Kiderül, hogy a két nő ismeri egymást, és Halley meginvitálja Sarát a próbájára, de a nő visszautasítja. A ruhapróbán Jonathan szórakozottan viselkedik, ami frusztrálja Halleyt. Halley átadja neki a nászajándékát, ami a Szerelem a kolera idején Sara telefonszámával. Jonathan San Franciscóba utazik, és Sara húgát találja otthon, de azt hiszi, hogy Sarát hallja a párjával szeretkezni. Jonathan barátja, Dean, meggyőzi a férfit, hogy ne vegye el Halleyt, Jonathan pedig felbontja az eljegyzést. Eközben Sara a szertartásra siet, hogy Jonathannal találkozzon, de közlik vele, hogy elmarad az esküvő. Sara is felbontja a jegyességét vőlegényével.
Jonathan és Sara végül a korcsolyapályán találkoznak ismét, ahol az első közös éjszakájukat is töltötték. Megcsókolják egymást, és később megünneplik az évfordulójukat.

## Szereplők
| Szerep            | Színész          | Magyar hangja   |
| ----------------- | ---------------- | --------------- |
| Jonathan Trager   | John Cusack      | Fekete Ernő     |
| Sara Thomas       | Kate Beckinsale  | Létay Dóra      |
| Dean Kansky       | Jeremy Piven     | Galambos Péter  |
| Halley Buchanan   | Bridget Moynahan | Závodszky Noémi |
| Eve               | Molly Shannon    | Agócs Judit     |
| Lars Hammond      | John Corbett     | Megyeri János   |
| Bloomingdale árus | Eugene Levy      | Orosz István    |
| Mrs Trager        | Marcia Bennett   | n.a             |
| Mrs Buchanan      | Eve Crawford     | n.a             |
| Kenny             | Evan Neumann     | Szatmári Attila |
| Buck Henry        | Buck Henry       | n.a             |
| Caroline Mitchell | Lucy Gordon      | n.a             |

## Fogadtatás

### Kritikai visszhang
A filmet vegyesen értékelte a filmkritika. A Rotten Tomatoeson 59%-os minősítést ért el 141 értékelés alapján, az összefoglaló szerint: „Könnyed és bájos, de a Szerelem a végzetennek jót tenne a kevesebb mesterkéltség.” Todd McCarthy a Varietytől azt írta: „A Szerelem a végzeten kitűnő mércéül szolgálhat bármely nézőnek az ostoba mesterkéltséggel és manipulációval szembeni tűrőképességéhez.” Rex Reed az Observertől azt írta: „Bolyhos és ártalmatlan, mint a tejszínhabdesszert, mégis felemelő, romantikus és elragadó, tovább erősítve a világ tartós szerelmi viszonyát a Nagy Almához.” Rita Kempley a Washington Posttól azt írta: „Egy túlságosan ismerős és bosszantó macska-egér játék.”
A Metacritic 52 pontot ért el a 100-ból 33 vélemény alapján. Lisa Schwarzbaum az Entertainment Weeklytől azt írta: „A Szerelem a végzetennek nem kellene működnie, de mégis működik. És mellesleg Eugene Levynek sem kellene ellopnia a showt, de ő is megteszi.” Kenneth Turan a Los Angeles Timestól azt írta: „A szívügyekről szóló vidám és bocsánatkérés nélküli tündérmese egy olyan könnyed és légies, cukros édesség, amely azzal fenyeget, hogy egyszerűen elúszik.” Roger Ebert azt írta: „A cselekményben fennáll a veszélye annak, hogy szétrobban a véletlenek feszültsége alatt, mivel Sara és Jon egyszerre repülnek az ellentétes partokra, és egy sor olyan szélsőséges és elhibázott idióta cselekménylépést hajtanak végre, hogy még az ugyanabban a jelenetben lévő többi szereplőnek is hasznos tanácsokat kellene kiabálnia.”

### Bevétel adatai
A Box Office Mojo szerint a film 77 millió dolláros bevételt ért el, a költségvetésről nincs adat.

## Fontosabb díjak és jelölések
| Esemény                       | Díj                | Kategória                                   | Eredmény |
| ----------------------------- | ------------------ | ------------------------------------------- | -------- |
| 28. Szaturnusz-gála           | Szaturnusz-díj     | Legjobb női főszereplő – Kate Beckinsale    | Jelölve  |
| 28. Szaturnusz-gála           | Szaturnusz-díj     | Legjobb férfi mellékszereplő – Jeremy Piven | Jelölve  |
| 2002-es Young Artist díjátadó | Young Artist Award | Legjobb családi filmek - vígjáték kategória | Jelölve  |